# Kolsänka

Koldioxidmängder och -flöden i gigaton kol

En kolsänka eller en CO2-sänka är en växande kolreservoar och är motsatsen till en kolkälla. De huvudsakliga kolsänkorna är världshaven och växande vegetation. Båda urlakar kol från atmosfären genom att biomassan använder kol vid sin uppbyggnad såsom plankton och träd. Uttrycket har blivit känt mest beroende på Kyoto-protokollet.
Olika sätt att öka upptagningen av kol från atmosfären diskuteras i dag på grund av växthuseffekten som förstärks av ökande halt av CO2. Det finns både idéer om att artificiellt lagra koldioxiden och att öka skogarnas och världshavens upptagning av koldioxid.